# Artyom Rebrov
Bản mẫu:Eastern Slavic name
Artyom Gennadyevich Rebrov (tiếng Nga: Артём Геннадьевич Ребров, sinh ngày 4 tháng 3 năm 1984) là một cầu thủ bóng đá người Nga thi đấu ở vị trí thủ môn cho F.K. Spartak Moskva.

## Thống kê sự nghiệp

### Thống kê sự nghiệp
Tính đến 13 tháng 5 năm 2018
| Câu lạc bộ                  | Mùa giải             | Giải vô địch                | Giải vô địch | Giải vô địch | Cúp     | Cúp       | Châu lục | Châu lục  | Khác    | Khác      | Tổng cộng | Tổng cộng |
| Câu lạc bộ                  | Mùa giải             | Hạng đấu                    | Số trận      | Bàn thắng    | Số trận | Bàn thắng | Số trận  | Bàn thắng | Số trận | Bàn thắng | Số trận   | Bàn thắng |
| --------------------------- | -------------------- | --------------------------- | ------------ | ------------ | ------- | --------- | -------- | --------- | ------- | --------- | --------- | --------- |
| F.K. Dynamo Moskva          | 2003                 | Giải bóng đá ngoại hạng Nga | 0            | 0            | 0       | 0         | –        | –         | 2       | 0         | 2         | 0         |
| F.K. Dynamo Moskva          | 2004                 | Giải bóng đá ngoại hạng Nga | 0            | 0            | 0       | 0         | –        | –         | –       | –         | 0         | 0         |
| F.K. Dynamo Moskva          | Tổng cộng            | Tổng cộng                   | 0            | 0            | 0       | 0         | 0        | 0         | 2       | 0         | 2         | 0         |
| F.K. Saturn Ramenskoye      | 2005                 | Giải bóng đá ngoại hạng Nga | 0            | 0            | 0       | 0         | –        | –         | –       | –         | 0         | 0         |
| F.K. Saturn Ramenskoye      | 2006                 | Giải bóng đá ngoại hạng Nga | 0            | 0            | 0       | 0         | –        | –         | –       | –         | 0         | 0         |
| F.K. Saturn Ramenskoye      | 2007                 | Giải bóng đá ngoại hạng Nga | 0            | 0            | 0       | 0         | –        | –         | –       | –         | 0         | 0         |
| FC Avangard Kursk           | 2007                 | FNL                         | 7            | 0            | 0       | 0         | –        | –         | –       | –         | 7         | 0         |
| F.K. Saturn-2 Moskva Oblast | 2008                 | PFL                         | 18           | 0            | 0       | 0         | –        | –         | –       | –         | 18        | 0         |
| F.K. Tom Tomsk              | 2008                 | Premier League              | 1            | 0            | 0       | 0         | –        | –         | –       | –         | 1         | 0         |
| F.K. Saturn Ramenskoye      | 2009                 | Premier League              | 1            | 0            | 1       | 0         | –        | –         | –       | –         | 2         | 0         |
| F.K. Saturn Ramenskoye      | 2010                 | Premier League              | 7            | 0            | 1       | 0         | –        | –         | –       | –         | 8         | 0         |
| F.K. Saturn Ramenskoye      | Tổng cộng (2 spells) | Tổng cộng (2 spells)        | 8            | 0            | 2       | 0         | 0        | 0         | 0       | 0         | 10        | 0         |
| F.K. Shinnik Yaroslavl      | 2011–12              | FNL                         | 21           | 0            | 2       | 0         | –        | –         | –       | –         | 23        | 0         |
| F.K. Spartak Moskva         | 2011–12              | Giải bóng đá ngoại hạng Nga | 8            | 0            | 1       | 0         | –        | –         | –       | –         | 9         | 0         |
| F.K. Spartak Moskva         | 2012–13              | Giải bóng đá ngoại hạng Nga | 4            | 0            | 1       | 0         | 2        | 0         | –       | –         | 7         | 0         |
| F.K. Spartak Moskva         | 2013–14              | Giải bóng đá ngoại hạng Nga | 8            | 0            | 1       | 0         | 0        | 0         | –       | –         | 9         | 0         |
| F.K. Spartak Moskva         | 2014–15              | Giải bóng đá ngoại hạng Nga | 28           | 0            | 1       | 0         | –        | –         | –       | –         | 29        | 0         |
| F.K. Spartak Moskva         | 2015–16              | Giải bóng đá ngoại hạng Nga | 24           | 0            | 2       | 0         | –        | –         | –       | –         | 26        | 0         |
| F.K. Spartak Moskva         | 2016–17              | Giải bóng đá ngoại hạng Nga | 28           | 0            | 0       | 0         | 2        | 0         | –       | –         | 30        | 0         |
| F.K. Spartak Moskva         | 2017–18              | Giải bóng đá ngoại hạng Nga | 9            | 0            | 0       | 0         | 3        | 0         | 1       | 0         | 13        | 0         |
| F.K. Spartak Moskva         | Tổng cộng            | Tổng cộng                   | 109          | 0            | 6       | 0         | 7        | 0         | 1       | 0         | 123       | 0         |
| Tổng cộng sự nghiệp         | Tổng cộng sự nghiệp  | Tổng cộng sự nghiệp         | 164          | 0            | 10      | 0         | 7        | 0         | 3       | 0         | 184       | 0         |

## Danh hiệu câu lạc bộ
Spartak Moskva
- Giải bóng đá ngoại hạng Nga: 2016-17
- Siêu cúp bóng đá Nga: 2017